# Дарквейв
Дарквейв (англ. darkwave) или дарк-вейв (англ. dark wave — «тёмная волна») — музыкальный жанр, возникший из новой волны и постпанка конца 1970-х годов. Композиции дарквейв в значительной степени основаны на минорной тональности и интроспективных текстах и воспринимаются как темные, романтичные и мрачные, с оттенком печали. Общие черты включают использование хордофонов, таких как электро- и акустическая гитара, скрипка и фортепиано, а также электронных инструментов, таких как синтезатор, сэмплер и драм-машина. Как и новая волна, дарквейв не считается «единым жанром, а скорее обобщающим термином», который охватывает множество музыкальных стилей, включая колдвейв, этериал-вейв, готик-рок неоклассический дарквейв и неофолк.
В 1980-х годах субкультура развивалась преимущественно в Европе наряду с музыкой дарквейв, последователи которой назывались «вейверами» или «дарквейверами». В некоторых странах, в частности в Германии, движение также включало поклонников готического рока (так называемых «традиционных готов»).

## История

### Происхождение в Европе

#### 1980-е
Начиная с 1980-х годов термин «дарквейв» использовался в европейской музыкальной прессе для описания мрачного и меланхоличного варианта новой волны и постпанк-музыки. В то время термин «гот» был неразрывно связан с готик-роком, тогда как «дарквейв» приобрел более широкое значение, охватывая группы и сольных исполнителей, которые были связаны с готик-роком и синтезаторной музыкой новой волны, такими как Bauhaus, Joy Division, The Cure, Siouxsie and the Banshees, The Sisters of Mercy, Anne Clark, Depeche Mode, Gary Numan и The Chameleons.
Термин «дарквейв» возник в 1980-х годах как обозначение темного аналога новой волны. Такие группы, как Cocteau Twins, Soft Cell и Depeche Mode, являются представителями этого первого поколения дарквейва. Дарквейв... использует относительно более медленные темпы, низкие тона и больше минорных тональностей в своих музыкальных оформлениях меланхоличных текстов, в сравнении с новой волной
— Изабелла ван Эльферен, профессор музыковедения, Кингстонский университет, Лондон
Движение распространилось по всему миру, развивая такие направления, как этериал-вейв, с такими группами, как Cocteau Twins, и неоклассический дарквейв, инициированный музыкой Dead Can Dance и In the Nursery. Французские колдвейв-группы, такие как Clair Obscur и Opera Multi Steel, также были связаны со сценой дарквейва; Реми Лозовски, гитарист французской колдвейв-группы Excès Nocturne, описал свою музыку как «new wave noire» («темная новая волна»).
Одновременно различные подстили, связанные с движениями нью-вейв и дарквейв, начали сливаться и влиять друг на друга, например, синт-вейв (вид новой волны с синтезаторами, также называемый «электро-вейв») с готик-роком, или начали заимствовать элементы постиндустриальной музыки. Attrition, Die Form (Франция), Pink Industry (Великобритания), Psyche (Канада), Kirlian Camera (Италия) и Clan of Xymox (Нидерланды) исполняли эту музыку в 1980-х годах. Другие группы, такие как Malaria! и Vyllies, добавили элементы шансона и кабаре. Этот вид музыки стал известен как cabaret noir (или «дарк-кабаре», термин, популяризированный американским дарквейв-лейблом Projekt Records).
Немецкие дарквейв группы были частично связаны с Neue Deutsche Welle (то есть немецкой новой волной) и включали Xmal Deutschland, Mask For, Asmodi Bizarr, II. Invasion, Unlimited Systems, Moloko †, Maerchenbraut, Cyan Revue, Leningrad Sandwich, Stimmen der Stille, Belfegore и Pink Turns Blue.

#### 1990-е: Второе поколение
После того, как новая волна и постпанк сошли на нет в середине 1980-х годов, дарквейв возродился как андеграундное движение такими немецкими группами, как Girls Under Glass, Deine Lakaien, Love Like Blood, Love Is Colder Than Death, Diary of Dreams, The Eternal Afflict и Wolfsheim, а также Project Pitchfork и его ответвлением Aurora Sutra. Ataraxia и Frozen Autumn из Италии, а также французская Corpus Delicti также произошли от этого движения и стали ведущими артистами западно-романской сцены дарквейва. Эти группы следовали по пути, основанному на новой волне и постпанк-музыке 1980-х годов.
В 1990-х годах стало популярным второе поколение дарквейв-групп, включая Diary of Dreams, Deine Lakaien и The Frozen Autumn... Немецкая группа Deine Lakaien... находится под явным влиянием мрачного синтезаторного звучания Depeche Mode
— Изабелла ван Эльферен, профессор музыковедения
В то же время ряд немецких исполнителей, включая Das Ich, Goethes Erben, Relatives Menschsein и Endraum, разработали более театральный стиль, перемежаемый немецкой поэтической, метафорической лирикой, названный Neue Deutsche Todeskunst (дословно «Новое немецкое искусство смерти»). Другие группы, такие как Silke Bischoff, In My Rosary, Engelsstaub и Impressions of Winter, сочетали синтезаторы с элементами неофолка и неоклассического дарквейва.

### США
После 1993 года в США термин дарк-вейв (как однословный вариант «дарквейв») стал ассоциироваться с лейблом Projekt Records, поскольку он был принят основателем лейбла Сэмом Розенталем после того, как он пролистал страницы немецких музыкальных журналов, таких как Zillo, и использовался для продвижения и маркетинга артистов немецкого лейбла Hyperium Records в США, например, Chandeen и Love Is Colder Than Death.
Впервые я узнал о термине «дарк-вейв» еще в 1992 году. Он появился в немецких журналах, таких как Zillo, описывая стиль европейской музыки, который последовал за другими «волнами», такими как нью-вейв... Я нашел эти два слова («дарк» и «вейв») довольно интересными. Это было что-то подземное, затопленное, неясное... что охватывало вас, погружало вас, окружало вас. Это была поэтическая фраза, которая могла описать множество различных звуков. В то время я искал название для своей маленькой компании по почтовым заказам. Я хотел что-то, что охватывало бы все разнообразие музыки, доступной в моем каталоге
— Сэм Розенталь, Projekt Records, 2000 г.
Projekt Records представлял такие группы, как Lycia, Black Tape for a Blue Girl и Love Spirals Downwards, некоторые из которых характеризовались атмосферными гитарными и синтезаторными звуками, а также женским вокалом. Этот стиль был вдохновлён такими группами 1980-х, как Cocteau Twins, и его часто называют эфирным дарк-вейвом (или этериал-вейв). Projekt Records также долгое время сотрудничал с Attrition, которые появлялись на самых ранних сборниках лейбла. Другим американским лейблом звукозаписи в этом ключе был Tess Records, на котором работали This Ascension, Faith and the Muse и воссоединившийся Clan of Xymox.
Джошуа Ганн, профессор кафедры коммуникационных исследований в Университете Луизианы, описал американский тип музыки дарквейв следующим образом:
...расширение довольно ограниченного готического репертуара в электронику и, в некотором роде, ответ США на «эфирный» поджанр, который развивался в Европе (например, Dead Can Dance). Поддержанная ныне нью-йоркским лейблом Сэма Розенталя Projekt, музыка дарк-вейва — это не столько рок, сколько ролл, поддерживающая группы, которые склонны делать акцент на народном песенном искусстве, приглушенном вокале, эмбиент-экспериментах и синтезированных звуках [...] Такие группы Projekt, как Love Spirals Downwards и Lycia, являются самыми популярными в этом поджанре

### Возрождение (2010-е годы — настоящее время)
В 2010-х годах, в рамках возрождения постпанка, новое поколение групп возродило несколько звуковых характеристик ранней музыки дарквейв для нового поколения поклонников. Среди известных групп: She Wants Revenge, The Soft Moon, She Past Away, Drab Majesty, Twin Tribes, Selofan и Boy Harsher.
В статье The Guardian от 2024 года отмечается очередной всплеск интереса к жанру с такими исполнителями, как Artemas, Mareux, Ekkstacy, ThxSoMch, The KVB, Молчат дома и Pastel Ghost.

## Неоклассический дарквейв
Неоклассический дарквейв — поджанр музыки дарквейв, который характеризуется включением элементов классической музыки для создания воздушной, драматической или меланхоличной атмосферы. Неоклассический дарквейв широко использует оркестровые компоненты; многие группы используют современное производственное оборудование (сэмплы синтезаторов, полученные из оркестра), в то время как другие используют камерные оркестры и акустические инструменты (например, струнные и духовые инструменты, а также оркестровую перкуссию). Вокал в этом поджанре может различаться; преобладают женские голоса.
Во второй половине 1980-х годов бывшие постпанк-группы, такие как Dead Can Dance (Within the Realm of a Dying Sun, 1987) и In the Nursery (Stormhorse, 1987) выпустили влиятельные альбомы, которые по сути заложили основы жанра.
К прочим исполнителям относятся Arcana, Ataraxia, Autumn Tears, Camerata Mediolanense, Dargaard, Dark Sanctuary Impressions of Winter, Ophelia’s Dream, Les Secrets de Morphée Love Is Colder Than Death, Stoa и WeltenBrand.

## Дарквейв в России и странах СНГ
Дарквейв в России зародился в середине-конце 1990-х, одновременно с зарождением российской готической сцены. В творчестве характерных исполнителей отражаются преимущественно европейские тенденции развития жанра.
Российский дарквейв, в отличие от российского готик-рока и постпанка, практически не имеет исторических корней, и наследует традиции европейской готической музыки 80-х годов. Вследствие этого музыка российских исполнителей имеет мало общих черт, и её сложно объединить в единое музыкальное движение. Среди известных российских исполнителей — Otto Dix, Roman Rain, Dvar (ранние альбомы), Stillife, Necro Stellar.